# 维尔斯贝克
维尔斯贝克（荷蘭語：Wielsbeke，荷蘭語發音：[ˈʋilzˌbeːkə]）是比利时弗拉芒大區西佛兰德省蒂爾特區的一个市镇，东与东佛兰德省接壤，通行荷蘭語，是弗拉芒社群的一部分，面积21.92平方千米，人口9,584人（2018年1月1日）。